# Kim Gidok
Kim Gidok (hangul: 김기덕, IPA: [kimɡidʌk]; másnyelvi változatban: Kim Ki-duk 1960. december 20. – Riga, Lettország, 2020. december 11.) dél-koreai filmrendező. Filmjeit több nemzetközi fesztiválon is díjazták. Számos korábbi rendezőasszisztensének írt forgatókönyvet, többek között Cson Dzsehongnak (전재홍) és Csang Hunnak (장훈).

## Életrajza
Kim Gidok 1960. december 20-án született az Észak-Kjongszang tartománybéli Ponghvában. Szépművészetet tanult Párizsban 1990 és 1993 között. Miután visszatért Koreába, forgatókönyvíróként kezdte pályafutását, 1995-ben a Koreai Filmtanács által kiírt forgatókönyvírói pályázatot is megnyerte.
A következő évben Kim rendezőként debütált Crocodile című, alacsony költségvetésű filmjével. A film pozitív kritikai fogadtatásban részesült Dél-Koreában. 2004-ben elnyerte a legjobb rendezői díjat két különböző filmfesztiválon, két különböző filmért. A Berlini Nemzetközi Filmfesztiválon Az irgalmas lány kapott díjat, míg a Velencei Nemzetközi Filmfesztiválon a Lopakodó lelkekért (ez utóbbi elnyerte a FIPRESCI Nagydíjat is). 2011-ben dokumentumfilmje, az Arirang Un certain regard-díjat kapott a Cannes-i fesztiválon. 2012-ben Pietà című filmje Arany Oroszlán díjat nyert a velencei filmfesztiválon, ezzel az első koreai film lett ami elnyerte a legjobb film díját a három legnagyobb nemzetközi filmfesztiválok egyikén.
Kimet 2018-ban egy színésznő megvádolta azzal, hogy a Moebius forgatásán felpofozta, valamint két másik színésznővel együtt szexuális zaklatással és nemi erőszakkal is megvádolta. A bíróság a testi sértés miatt pénzbüntetésre ítélte, a szexuális zaklatás vádját azonban bizonyítékok híján elejtette. Az esetet követően Kim Oroszországba, majd Kazahsztánba költözött, innen pedig Lettországba, ahol ingatlant szeretett volna vásárolni és letelepedni. Itt került kórházba, majd 2020. december 11-én elhunyt COVID–19 okozta szövődményekben.

## Incidensek
A British Board of Film Classification elhalasztotta Kim Gidok A sziget című filmjének megjelenését az Egyesült Királyságban az állatok ellen elkövetett kegyetlenségek miatt. A jelenetekről, amelyekben egy békát megnyúznak élve és halakat csonkítanak, a rendező a következőt mondta: „Megsütöttük és megettük az összes halat, amit a filmben felhasználtunk. Sok kegyetlenséget követtem el állatok ellen a filmjeimben. Életem végéig bűntudattal fogok élni.”
Egy amerikai újságírónak, aki szerint ezek a jelenetek „rettenetesen felkavaróak illetve [úgy tűnik] akadályt gördítenek a film más országokban való bemutatása elé”, Kim azt felelte, hogy „[i]gen, aggódtam emiatt. De ahogy én látom, az étel, amit ma eszünk sem más. Amerikában marhát, sertést esznek és megölik ezeket az állatokat. Az emberek, akik megeszik ezeket az állatokat, nem foglalkoznak a lemészárlásukkal. Az állatok részei a táplálkozási körforgásnak. Filmvásznon ez kegyetlenebbnek tűnik, de én nem látom a különbséget. És igen, kulturális különbség is van, és talán az amerikaiaknak ez problematikus, de ha fogékonyabbak lennének arra, mi elfogadott más országokban, akkor remélhetőleg kevésbé zavarná őket az, amit a filmvásznon látnak.”

## Díjai és elismerései
- Ezüst Medve (legjobb rendező) – Az irgalmas Lány, Berlini Nemzetközi Filmfesztivál (2004)
- FIPRESCI-díj – Lopakodó lelkek, Velencei Filmfesztivál (2004)
- San Sebastian Nemzetközi Filmfesztivál (2005) – Lopakodó lelkek, Az év filmje
- Un certain regard, Arirang, Cannes-i filmfesztivál (2011)
- Arany Oroszlán – Pieta, Velencei Filmfesztivál

## Filmográfia

### Rendező
| Év   | Magyar cím                        | Koreai cím                   | Átírással                          |
| ---- | --------------------------------- | ---------------------------- | ---------------------------------- |
| 1996 | Crocodile                         | 악어                         | Ak-o                               |
| 1996 | Wild Animals                      | 야생동물 보호구역            | jaszengdongmul pohogujok           |
| 1998 | Birdcage Inn                      | 파란 대문                    | Pharan temun                       |
| 2000 | A sziget                          | 섬                           | Szom                               |
| 2000 | Real Fiction                      | 실제 상황                    | Silcse szanghvang                  |
| 2001 | Címzett ismeretlen                | 수취인불명                   | Szulcshöin pulmjong                |
| 2001 | Bad Guy                           | 나쁜 남자                    | Nappun namdzsa                     |
| 2002 | A parti őr                        | 해안선                       | Heanszon                           |
| 2003 | Tavasz, nyár, ősz, tél… és tavasz | 봄 여름 가을 겨울 그리고 봄  | Pom jorum kaul kjoul kurigo pom    |
| 2004 | Az irgalmas lány                  | 사마리아                     | Szamaria                           |
| 2004 | Lopakodó lelkek                   | 빈 집                        | Pin csip                           |
| 2005 | Az íj                             | 활                           | Hval                               |
| 2006 | Idő                               | 시간                         | Sigan                              |
| 2007 | Lélegzet                          | 숨                           | Szum                               |
| 2008 | Álom                              | 비몽                         | Pimong                             |
| 2011 | Arirang                           | 아리랑                       | Arirang                            |
| 2011 | Amen                              | 아멘                         | Amen                               |
| 2012 | Pietà                             | 피에타                       | Phietha                            |
| 2013 | Moebius                           | 뫼비우스                     | Möbiuszu                           |
| 2014 | One on One                        | 일대일                       | Ildeil                             |
| 2015 | Stop                              | 스톱                         | Szuthop                            |
| 2016 | The Net                           | 그물                         | Kumul                              |
| 2017 | Human, Space, Time and Human      | 인간, 공간, 시간 그리고 인간 | Ingan, konggan, sigan kurigo ingan |
| 2019 | Dissolve                          | 딘                           | Tin                                |

### Forgatókönyvíró
- Beautiful (2008)
- Rough Cut (2008)
- Secret Reunion (2010)
- Poongsan (2011)
- Rough Play (2013)
- Red Family (2013)
- One on One (2014)
- Godsend (2014)
- Stop (2015)
- Made in China (2015)
- The Net (2016)
- Fork Lane (2017)
- Human, Space, Time and Human (2018)
- Dissolve (2019)